# Hubneria caesia
Hubneria caesia är en tvåvingeart som beskrevs av Robineau-desvoidy 1847. Hubneria caesia ingår i släktet Hubneria och familjen parasitflugor.
Artens utbredningsområde är Frankrike. Inga underarter finns listade i Catalogue of Life.